# Minotaur (lớp tàu tuần dương) (1943)
Lớp tàu tuần dương Minotaur, đôi khi còn được gọi là lớp Swiftsure, là một lớp tàu tuần dương hạng nhẹ của Hải quân Hoàng gia Anh Quốc. Chúng được thiết kế theo một phiên bản cải tiến dựa trên lớp tàu tuần dương Crown Colony, tích hợp những thay đổi trong thời chiến, và được chấp thuận vào năm 1941. Tuy nhiên, mặc dù bị tiêu hao nặng về tàu tuần dương trong năm đó và năm tiếp theo, việc chế tạo lớp tàu mới chỉ có được độ ưu tiên thấp, nên chỉ có ba chiếc hoàn tất vào lúc chiến tranh kết thúc. Chúng không đóng vai trò nào nổi bật trong Chiến tranh Thế giới thứ hai, cho dù HMS Swiftsure được Đô đốc Cecil Harcourt chọn để treo cờ hiệu của mình như là soái hạm của Hải đội Tuần dương thuộc Hạm đội Thái Bình Dương tiếp nhận sự đầu hàng của Nhật Bản tại Hong Kong. HMS Superb được hoàn tất với một thiết kế khác biệt đôi chút.
Thoạt tiên lớp Minotaur dự định bao gồm tám chiếc, và được đặt lườn vào năm 1943, nhưng vào giai đoạn cuối Thế Chiến II chỉ có Minotaur, Swiftsure và Superb được hoàn tất, trong khi những chiếc khác bị tạm ngưng. Minotaur được chuyển cho Hải quân Hoàng gia Canada và đổi tên thành HMCS Ontario. Ba chiếc trong số còn lại được hoàn tất vào những năm 1960 như là lớp tàu tuần dương Tiger. Hai chiếc trong số đó tiếp tục được cải biến thành tàu tuần dương trực thăng và chỉ huy vào những năm 1970.

## Cải biến
Swiftsure được hoàn tất với 16 khẩu đội 20 mm nòng đôi và sáu khẩu 20 mm nòng đơn, nhưng tất cả các khẩu nòng đơn và tám khẩu nòng đôi được tháo dỡ vào mùa Hè năm 1945, thay bằng tám khẩu 40 mm Boffin và năm khẩu Bofors 40 mm Mk III nòng đơn. HMCS Ontario hoàn tất với cấu hình phòng không tương tự như Swiftsure, và nó được cho là có sáu khẩu 40 mm và sáu khẩu 20 mm nòng đơn vào cuối chiến tranh. Superb chỉ hoàn tất sau khi cuộc xung đột đã kết thúc, và có vũ khí tầm gần bao gồm tám khẩu 40 mm Mk III nòng đơn, hai khẩu 2 pounder nòng đơn, bốn khẩu 20 mm nòng đôi vận hành bằng tay và hai khẩu 20 mm nòng đơn.

## Những chiếc trong lớp
| Tàu             | Đặt lườn             | Hạ thủy              | Hoạt động            | Số phận |
| HMS Minotaur    | 20 tháng 11 năm 1941 | 29 tháng 7 năm 1943  | 25 tháng 5 năm 1945  | Chuyển cho Hải quân Hoàng gia Canada năm 1944, đổi tên thành HMCS Ontario, ngừng hoạt động năm 1958, tháo dỡ năm 1960                                                                   |
| HMS Swiftsure   | 22 tháng 9 năm 1941  | 4 tháng 2 năm 1943   | 22 tháng 6 năm 1944  | Ngừng hoạt động năm 1953, tháo dỡ năm 1962 |
| HMS Superb      | 23 tháng 6 năm 1942  | 31 tháng 8 năm 1943  | 16 tháng 11 năm 1945 | Ngừng hoạt động năm 1957, tháo dỡ ngày 8 tháng 8 năm 1960 |
| HMS Hawke       | 1 tháng 7 năm 1943   |                      |                      | Việc chế tạo bị hủy bỏ ngày 15 tháng 10 năm 1945 |
| HMS Bellerophon | tháng 8 năm 1944     |                      |                      | Nguyên là Tiger, đổi tên thành Bellerophon, rồi thành Blake, cuối cùng quay trở lại Bellerophon; việc chế tạo bị hủy bỏ vào tháng 3 năm 1946                                            |
| HMS Blake       | 17 tháng 8 năm 1942  | 20 tháng 12 năm 1945 | 18 tháng 3 năm 1961  | Đổi tên thành Tiger năm 1944, rồi thành Blake năm 1945, hoàn tất như một chiếc lớp Tiger; cải biến thành tàu tuần dương trực thăng năm 1969, ngừng hoạt động năm 1979, tháo dỡ năm 1982 |
| HMS Defence     | 6 tháng 6 năm 1942   | 2 tháng 9 năm 1944   | 20 tháng 7 năm 1960  | Đổi tên thành Lion năm 1957, hoàn tất như một chiếc lớp Tiger; ngừng hoạt động năm 1972, tháo dỡ năm 1975                                                                               |
| HMS Bellerophon | 1 tháng 10 năm 1941  | 25 tháng 10 năm 1945 | 18 tháng 3 năm 1959  | Đổi tên thành Tiger năm 1945, hoàn tất như một chiếc lớp Tiger; cải biến thành tàu tuần dương trực thăng năm 1972, ngừng hoạt động năm 1978, tháo dỡ năm 1986                           |